# Patrick (entreprise)
Pour les articles homonymes, voir Saint-Patrick et Patrick.

Patrick  est un équipementier sportif français, créé en 1929 en  Vendée par Patrice Beneteau (1892-1963), spécialisée dans les articles de sport.  Il a notamment fourni les maillots du FC Nantes dans les années 1980 et équipé le Clermont Foot 63 jusqu'en 2022. L'entreprise a été reprise par le groupe belge Cortina en 2009 et est aujourd'hui basée à Audenarde (Belgique).
La marque appartient à la société belge Shoe Branding Europe BVBA, Meersbloem – Melden 42, 9700, Oudenaarde.

## Histoire

Logo tip

Patrick est un équipementier sportif français créé en 1929 sous le nom Patrick-Chaussures Techniques par Patrice Beneteau et originellement basé en Vendée, à Pouzauges. 
En 1969, il porta la création et le début du championnat féminin avec le Stade de Reims. 
À l'image de ses compatriotes et concurrents français Le coq sportif et Hungaria, ou allemands comme Adidas et Puma, la marque équipait et parrainait de nombreux sportifs comme les footballeurs Roger Piantoni, Michel Platini, Jean-Pierre Papin, le rugbyman Robert Poulain ou encore les cyclistes français Jacques Anquetil, Raymond Poulidor et Bernard Hinault.

## De nos jours
Le retour de la marque Patrick dans le monde du football professionnel français est annoncé le 11 mai 2012. Les dirigeants de l'En Avant de Guingamp, club de football encore en ligue 2 cette année-là, annoncent un partenariat avec la marque pour les cinq prochaines années.
L'entreprise équipe par la suite le Clermont Foot 63. Jusqu'à la saison 2021/2022

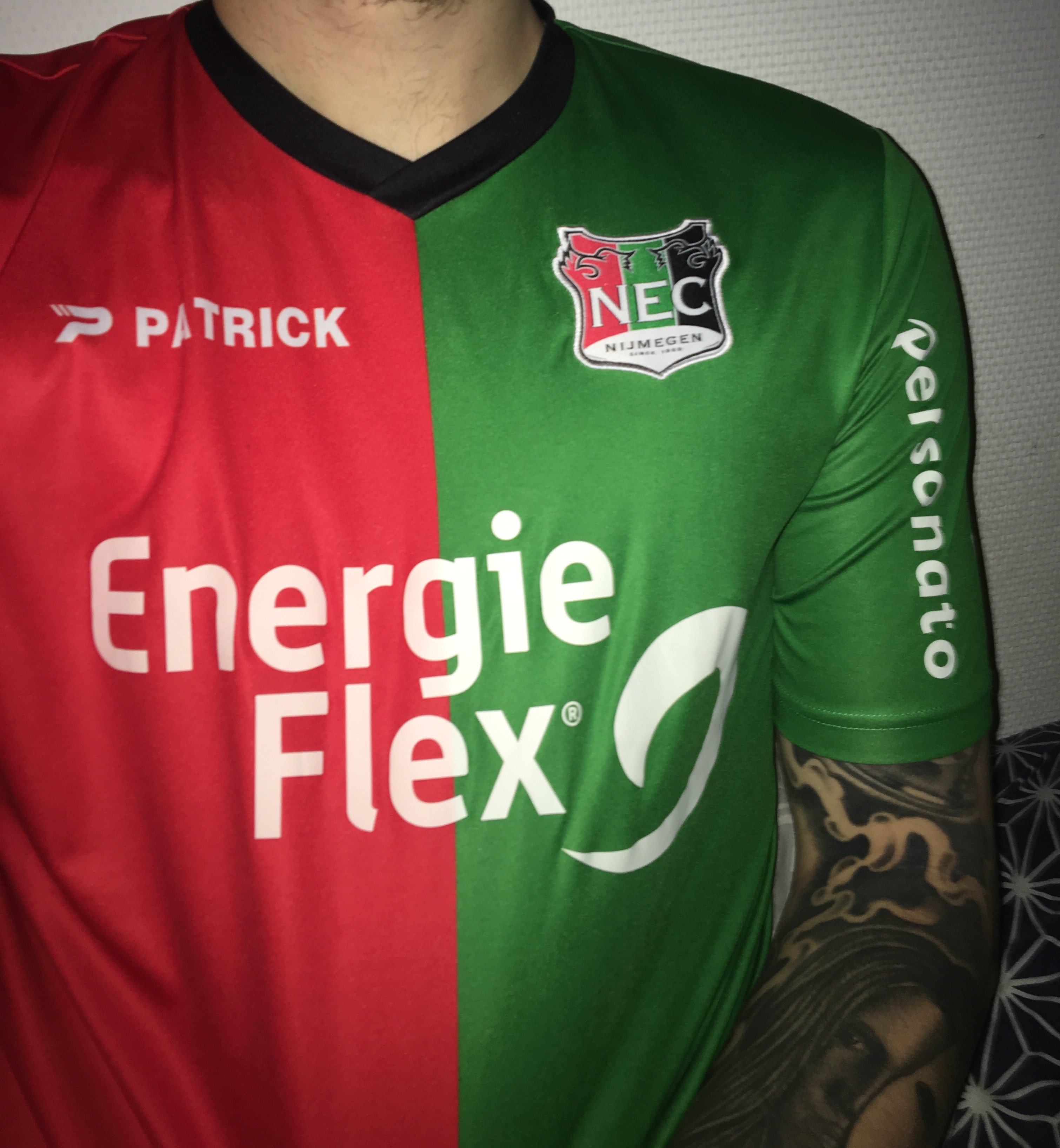
Maillot Domicile de N.E.C Nijmegen 15/16 équipé par PATRICK

## Équipes dont Patrick est l'équipementier
- Sporting Club de Toulon (National 2)
- Football Club de Mulhouse (National 2)
- Union sportive Boulogne Côte d'Opale (D3 française)
- SV Zulte-Waregem (D1 belge)
- KSV Audenarde (D2 belge)
- Royal Boussu Dour Borinage (D2 belge)
- RFC Liege (D2 belge)
- NAC Breda (D1 hollandaise)
- USM El Harrach (Ligue 1 Mobilis)
- US VEZZANI (R4 Corse)
- Ventoux Sud FC (D2 Grand Vaucluse)